# Cle Kooiman
Cle Kooiman (Ontario, 1963. július 4. – ) amerikai válogatott labdarúgó.

## Pályafutása

### Klubcsapatban
Ontárióban született Kaliforniában. A San Diegó-i Állami Egyetemen végzett 1982-ben és akkor kezdte a profi labdarúgó pályafutását is. 1982 és 1987 között teremben futballozott a Los Angeles Lazers csapatában. 1989-ben nagy pályán is bemutatkozott a California Kickers színeiben, majd ezt követően 1990-ben a San Diego Nomads csapatához távozott.
1990 végén Mexikóba igazolt a Cobras de Ciudad Juárez együtteséhez, ahol egy évig játszott. 1992 és 1994 között az első osztályban szereplő Cruz Azul, majd 1994 és 1996 között a Monarcas Morelia együttesét erősítette.
1996-ban visszatért az Egyesült Államokba az újonnan alakult MLS-be, ahol a Tampa Bay Mutiny csapatában szerepelt 1996–97-ben. 1998-ban a Miami Fusion játékosaként fejezte be a pályafutását.

### A válogatottban
1993 és 1994 között 12 alkalommal szerepelt az Egyesült Államok válogatottjában és 1 gólt szerzett.
Tagja volt az 1993-as Copa Américán és az 1993-as CONCACAF-aranykupán szereplő válogatottak keretének. Részt vett a hazai rendezésű 1994-es világbajnokságon, ahol a Svájc elleni mérkőzést végigjátszotta.

## Sikerei
Egyesült Államok
- CONCACAF-aranykupa döntős (1): 1993

## Külső hivatkozások
- Cle Kooiman – a FIFA adatbázisában
- Cle Kooiman adatlapja a National-Football-Teams.com oldalon (angolul)

- Cle Kooiman adatlapja a worldfootball.net oldalon (angolul)
- Cle Kooiman (angol, francia, spanyol nyelven). FootballDatabase.eu